# Humanitats digitals
Les humanitats digitals són una àrea de recerca i creació en la que convergeixen les humanitats i la informació. Les humanitats digitals inclouen nombroses disciplines, des del disseny i el manteniment de col·leccions digitals fins a l'anàlisi de dades culturals a gran escala. Actualment les humanitats digitals inclouen tant aquells materials creats de manera digital, com els que han estat digitalitzats per a la seva conservació.
Les Humanitats digitals combinen les metodologies pròpies de les tradicionals disciplines humanístiques (història, filosofia, filologia, lingüística, història de l'art, arqueologia, música i estudis culturals) i de les ciències socials amb l'ús d'eines informàtiques com bases de dades, visualització de dades, recuperació de la informació, estadística, mineria de dades i l'edició digital.
A vegades, el terme es confon, tot i tenir significats molt diferents, amb el d'humanisme digital que és l'adaptació de l'humanisme a la realitat de la societat digital.

## Història
Es considera el jesuïta italià Roberto Busa com el fundador de les Humanitats digitals per l'ús de l'ordinador per a la lematització de les obres de Sant Tomàs d'Aquino durant els anys 40 del segle xx.
En l'àmbit espanyol els treballs es van iniciar l'any 1971 a Madrid amb Francisco A. Marcos Marín, que va treballar inicialment en el marc del Centre de Càlcul de la Universitat Complutense, posteriorment a FUNDESCO i amb el Centre d'investigació d'IBM a la Universitat Autònoma de Madrid i a Heidelberg a l'àrea d'Indústries de la Llengua de la Societat Estatal per a l'Execució de Programes del Quinto Centenario.
Es considera una de les fites importants la creació de la Text Encoding Initiative durant el període en què la disciplina es coneixia com a Humanities Computing. Aquesta iniciativa s'originà l'any 1987 i la primera versió de les seves recomanacions per a la codificació de textos electrònics fou publicada l'any 1994.
Durant la dècada dels 90 del segle xx, grans arxius digitals d'imatges i text es van crear als centres d'informàtica humanística als Estats Units, 'arxius de projectes digitals van ser Estats Units, com per exemple el Women Writers Project, el Rossetti Archive o bé el William Blake Project. En l'àmbit hispànic es poden trobar alguns exemples també d'aquests anys com ADMYTE, BIDISO, PhiloBiblon o TESO).
David M. Berry parla del gir computacional a les humanitats que es produeix quan les tècniques computacionals afecten en tots els aspectes de les disciplines. Les tècniques computacionals aplicades a les humanitats no solament introdueixen nous mètodes adreçats a la identificació de nous patrons en les dades, que van més enllà de la narrativa i comprensió tradicionals, sinó que permeten la modularització i recombinació de les disciplines, més enllà de l'ambient acadèmic tradicional.

## Organitzacions i institucions
La principal associació internacional és la Alliance of Digital Humanities Organizations (ADHO), que agrupa diverses formacions: The Association for Literary and Linguistic Computing (ALLC), la Association for Computers and the Humanities (ACH) y la Society for Digital Humanities/Société pour l'étude des médias interactifs (SDH/SEMI). La ADHO organitza la trobada anual de les Humanitats Digitals a diferents països.
CenterNet és una xarxa internacional que compta amb aproximadament 200 centres adscrits arreu del món que col·laboren de manera conjunta en benefici de les humanitats digitals.
En l'àmbit hispànic es poden trobar les següents organitzacions: 
Mèxic: el grup RedHD fou creat l'any 2011 i es va constituir com a associació al febrer de 2014.
Espanya: l'associació Humanidades Digitales Hispánicas creada al novembre de 2011.
Argentina: l'associació Humanidades Digitales Argentina va ser creada el mes de febrer del 2013.

## Projectes
- ADMYTE: Archivo Digital de Manuscritos y Textos Españoles
- An Electronic Corpus of 15th Castilian Cancionero Manuscripts
- ARTELOPE
- Atenea TTC
- Banc d'imatges del Quixot: 1605-1915
- Base de Datos y Argumentos del Teatro de Lope de Vega
- Bibliografía de la Literatura Española desde 1980
- Biblioteca Virtual Miguel de Cervantes
- Biblioteca Virtual Extremeña
- BIDISO. Biblioteca Digital Siglo de Oro
- BIESES
- Bracero History Archive
- CATCOM
- CHARTA
- CLARISEL
- CODOLCAT
- CORDE
- Corpus Histórico del Español en México
- Dyalogica BDDH|Dialogyca BDDH
- Edición Variorum Electrónica del Quijote
- Escritores Complutenses 2.0
- Fons de Música Tradicional de la Institució Milà i Fontanals
- La entretenida
- LEETHI. Literaturas Españolas y Europeas del Texto al Hipermedia
- PCDig Patrimoni i cultura digital
- PhiloBiblon
- Portal Andrés de Poza
- Quixot interactiu de la Biblioteca Nacional d'Espanya
- ReMetCa
- Seminario Tecnologías Filosóficas
- TC/12
- The Electronic Texts and Concordances of the Prose Works of Alfons X, el Savi
- The Hispanic Baroque Project
- TESO
- TopobioGrafies de l'exili català, creada el 2007 a partir de l'API de Google Maps. Arxivat 2021-04-17 a Wayback Machine.
- Observatorio Humanidades Digitales (UASD)
- World Literary Atlas[10]

## Revistes
- Artnodes
- Le Champ Numérique
- Digithum
- Caracteres. Estudios culturales y críticos de la esfera digital
- Janus. Estudios sobre el Siglo de Oro
- Journal of Digital Humanities
- Journal of the Text Encoding Initiative